# Salvador Carmona (futbolista)
José Salvador Carmona Álvarez (n. en la Ciudad de México el 22 de agosto de 1975) es un exfutbolista mexicano que jugaba en la posición de defensa lateral derecho. Actualmente está inhabilitado del fútbol profesional por la sanción definitiva que le impuso la FIFA, al salir positivo en dos controles antidopaje avalados por la WADA.
Con ello, se convirtió en el primer jugador mexicano de fútbol en ser suspendido de por vida por dopaje.
Forma parte de los Jugadores Históricos del Toluca Fc.

## Biografía
Carmona inició su carrera desde las fuerzas básicas del Toluca, donde se convirtió en un elemento insustituible en su posición, y fue factor importante para lograr 3 campeonatos obtenidos por el club rojo a finales de los 90's, por su extenso recorrido por la banda, velocidad y gran capacidad para marcar a los rivales.
En el 2000 fue transferido al Atlante, donde no pudo mantener el mismo nivel que con los Diablos, y por tanto retornaría a Toluca en el 2002, con el cual ganaría otro título de Liga.
El Club Deportivo Guadalajara se interesó enormemente por sus servicios, y lo compró por la suma de 2.5 millones de dólares en el año 2004. No obstante, no tuvo el rendimiento que de él se esperaba, así que para el año 2005 fue transferido al Cruz Azul, donde tuvo un rendimiento aceptable, pero a cambio de verse involucrado en problemas extradeportivos relacionados con dopaje, que finalmente terminarían con su carrera.
Durante la realización de la Copa FIFA Confederaciones 2005, Carmona es alejado de la concentración mexicana (junto con Aarón Galindo) después del partido contra Brasil sin razones sustentables, en medio de un gran hermetismo al seno del equipo y la Federación.
Posteriormente se sabría que la verdadera causa de la marginación involucró dopaje porque ambos jugadores salieron positivos por norandrosterona en el control antidopaje. Esto derivó en la suspensión de ambos jugadores durante un año, marginándolos de toda posibilidad de asistir al Mundial de Alemania 2006.
Una vez cumplida la sanción, Carmona se reintegró a la plantilla del Cruz Azul, y se mantuvo como titular los dos torneos siguientes. Sin embargo, había salido positivo en otro control antidopaje realizado el 31 de enero del 2006 (ahora por estanozolol, durante el cumplimiento de su castigo), y el jugador había decidido apelar el dictamen de la Agencia Mundial Antidopaje (WADA en inglés) ante la FIFA, quien turnó la controversia al Tribunal Arbitral del Deporte (TAS en francés).
Finalmente, el TAS falló en contra de Carmona, dictaminándole suspensión de por vida el 16 de mayo del 2007. A pesar de ello, el técnico de Cruz Azul Isaac Mizrahi decide alinearlo pese al conocimiento del dictamen, con justificación en un amparo judicial que tramitó su directiva ante las leyes mexicanas. Esto le acarreó al equipo la eliminación de la competencia y permitiéndole a Pachuca avanzar directamente a la final.
En el 2008 presentó una demanda por daño moral y daños y perjuicios contra la Federación Mexicana de Fútbol en la cual exige se declare que la misma actuó de forma ilegal al prohibirle volver a jugar fútbol. Este caso terminó el 22 de octubre del 2009 en el juzgado número 49 Civil del Distrito Federal en el expediente 1627/08 con rubro Carmona José Salvador vs. Federación Mexicana de Fútbol, El juez Jorge Luis Ramírez Sánchez, del Juzgado 49 de lo Civil, del Tribunal de Justicia del Distrito Federal absolvió a la Federación Mexicana de Fútbol de la demanda que interpuso en su contra el exfutbolista Salvador Carmona por haberlo inhabilitado de por vida del fútbol profesional, y en la cual pedía cinco millones de dólares por daño moral y perjuicio.

## Estadísticas

### Clubes
| Deportivo Toluca · México |               |               |     |    |    |    |    |     |     |    |
| 1ª | 1994-95       | 6             | 0   | 0  | 0  | -  | -  | 6   | 0   |    |
| 1ª | 1995-96       | 32            | 0   | 1  | 0  | -  | -  | 33  | 0   |    |
| 1ª | 1996-97       | 24            | 2   | 5  | 0  | -  | -  | 29  | 2   |    |
| 1ª | 1997-98       | 30            | 2   | -  | -  | -  | -  | 30  | 2   |    |
| 1ª | 1998-99       | 40            | 2   | 1  | 0  | 3  | 0  | 44  | 2   |    |
| 1ª | 1999-00       | 33            | 3   | 4  | 0  | 1  | 0  | 38  | 3   |    |
| 1ª | 2001-02       | 14            | 0   | -  | -  | -  | -  | 14  | 0   |    |
| 1ª | 2002-03       | 43            | 4   | 4  | 1  | 6  | 1  | 53  | 6   |    |
| 1ª | 2003-04       | 21            | 4   | -  | -  | -  | -  | 21  | 4   |    |
| Total club | Total club    | 243           | 17  | 15 | 1  | 10 | 1  | 268 | 19  |    |
| Atlante F.C. · México |               |               |     |    |    |    |    |     |     |    |
| 1ª | 2000-01       | 29            | 0   | 63 | 0  | 6  | 0  | 41  | 0   |    |
| 1ª | 2001-02       | 19            | 1   | -  | -  | -  | -  | 19  | 1   |    |
| Total club | Total club    | 48            | 1   | 6  | 0  | 6  | 0  | 60  | 1   |    |
| C.D. Guadalajara · México |               |               |     |    |    |    |    |     |     |    |
| 1ª |               |               |     |    |    |    |    |     |     |    |
| 2003-04 | 20            | 0             | 3   | 0  | -  | -  | 23 | 0   |     |    |
| 2004-05 | 18            | 1             | -   | -  | -  | -  | 18 | 1   |     |    |
| Total club | Total club    | 38            | 1   | 3  | 0  | -  | -  | 41  | 1   |    |
| Cruz Azul F.C. · México |               |               |     |    |    |    |    |     |     |    |
| 1ª | 2004-05       | 18            | 1   | -  | -  | -  | -  | 18  | 1   |    |
| 1ª | 2006-07       | 28            | 1   | 1  | 1  | -  | -  | 29  | 2   |    |
| Total club | Total club    | 46            | 2   | 1  | 1  | -  | -  | 47  | 3   |    |
| Total carrera | Total carrera | Total carrera | 375 | 21 | 25 | 2  | 16 | 1   | 416 | 24 |
| (1)Incluye datos de la Copa México, Pre Pre Libertadores (1998, 1999, 2000 y 2002), e InterLiga (2004 y 2007). (2)Incluye datos de la Copa Campeones CONCACAF (1998, 1999 y 2003) y Pre Libertadores (2001) . |               |               |     |    |    |    |    |     |     |    |

3 Jugó la serie promocional para aumentar de 18 a 19 el número de clubes de la Primera División de cara a la temporada 2001/02.

## Selección nacional
Durante su carrera, él fue convocado en 85 ocasiones para la Selección Mexicana, donde fue un elemento inamovible en el cuadro titular y ostentó la capitanía por un largo tiempo.
Su debut fue el 7 de febrero de 1996, jugó la ronda eliminatoria para los Juegos Olímpicos de Atlanta 1996 y la justa olímpica, donde el cuadro dirigido por Bora Milutinovic consiguió avanzar a cuartos de final.
Participó en 2 Mundiales con México: Francia 1998 y Corea/Japón 2002. Asimismo, jugó en 5 ediciones de la Copa América: 1995, 1997, 1999, 2001 y 2004 y en 3 de la Copa FIFA Confederaciones: 1997, 1999 (saliendo campeón), 2001 y 2005.

### Participaciones en fases finales
| Torneo                           | Sede                    | Resultado        |
| -------------------------------- | ----------------------- | ---------------- |
| Copa Mundial de Fútbol de 1998   | Francia                 | Octavos de final |
| Copa Mundial de Fútbol de 2002   | Corea y Japón           | Octavos de final |
| Copa FIFA Confederaciones 1997   | Arabia Saudita          | Primera Fase     |
| Copa FIFA Confederaciones 1999   | México                  | CAMPEÓN          |
| Copa FIFA Confederaciones 2001   | Japón Corea del Sur     | Primera fase     |
| Copa FIFA Confederaciones 2005   | Alemania                | Cuarto lugar     |
| Copa América 1997                | Bolivia                 | Tercer lugar     |
| Copa América 1999                | Paraguay                | Tercer lugar     |
| Copa América 2004                | Perú                    | Cuartos de final |
| Juegos Olímpicos de Atlanta 1996 | USA                     | Cuartos de final |
| Juegos Panamericanos 1995        | Argentina               | SubCampeón       |
| Copa de Oro de la Concacaf 1996  | Estados Unidos          | Campeón          |
| Copa de Oro de la Concacaf 1998  | Estados Unidos          | Campeón          |
| Copa de Oro de la Concacaf 2000  | Estados Unidos          | Cuartos de final |
| Copa de Oro de la Concacaf 2003  | Estados Unidos y México | Campeón          |

## Palmarés

### Torneos nacionales
| Título               | Club             | País   | Año  |
| -------------------- | ---------------- | ------ | ---- |
| Primera División     | Deportivo Toluca | México | 1998 |
| Primera División     | Deportivo Toluca | México | 1999 |
| Primera División     | Deportivo Toluca | México | 2000 |
| Primera División     | Deportivo Toluca | México | 2002 |
| Campeón de Campeones | Deportivo Toluca | México | 2003 |

### Torneos internacionales
| Título                    | Club               | Sede                    | Año  |
| ------------------------- | ------------------ | ----------------------- | ---- |
| Copa Oro CONCACAF         | Selección Mexicana | Estados Unidos          | 1998 |
| Copa FIFA Confederaciones | Selección Mexicana | México                  | 1999 |
| Copa Campeones CONCACAF   | Deportivo Toluca   | México                  | 2003 |
| Copa Oro CONCACAF         | Selección Mexicana | Estados Unidos y México | 2003 |

### Distinciones individuales
| Distinción                          | Año  |
| ----------------------------------- | ---- |
| Balón de Oro: Mejor Defensa Lateral | 1998 |
| Balón de Oro: Mejor Defensa Lateral | 2002 |
| Balón de Oro: Mejor Defensa Lateral | 2003 |